# Gheorghe Onea
Gheorghe Onea- scriitor român, membru al Uniunii Scriitorilor - s-a născut la 26 ianuarie 1913 în satul Mușătești, pe ulița Ivăsceștilor, cum îi plăcea domniei sale să spună, orașul Pitești, județul Argeș și s-a stins din viață la 24 august 2007 în București.

A început învățătura slovelor în satul natal, continuând trei clase de gimnaziu în vechea curte domnească de la Argeș. Absolvent al liceului militar din Bănia Craiovei, apoi al Școlii Pregătitoare de Ofițeri înălțată pe Dealul Spirii din București, al Școlii de Ofițeri de Artilerie din cetatea Temișanei, al Școlii de aplicație a armei din același oraș. A absolvit Facultatea de Drept din București, ca mai apoi, în 1957 să obțină Diploma de inginer constructor în București.
Viața lui a fost o continuă luptă, iar "dacă n-aș fi trăit călare pe veacul acesta al frământărilor, poate că alta mi-ar fi fost ocupația și locul în vâltoarea generației mele," dar "Dumnezeu ne-a așezat în calea tuturor răutăților nu ca să fim spulberați de ele, ci ca noi să le spulberăm..." (citat din romanul "Dambul morilor").

Opera literară a domnului Gheorghe Onea este vastă cuprinzând romane, proze scurte, poezii și piese de teatru.
Dintre romane subliniem: "Soare și ceață" (1985); "Pădurea Tunsă" (1999); "Orfana de la Curtea Basarabilor" (2003); "Dambul morilor" (2000); "Icoana vie" (2003); "Trăistarul din turn" (2003); "Cioburi" (2004) etc.

Proza scurtă este absolut cuceritoare, scrisă cu un real talent de povestitor. Amintim aici doar: "Biserica vândută" (1994); "Candela destăinuirilor" (1995); "Moara lui Căpăcel" (1998); "O noapte la cabană" (2002); "La fântâna lui Brătucu" (2004); "Soția meșterului" (2004); "Amintiri din cătănie" (2005) etc.

Dovada forței de creație a acestui scriitor complet ni se dezvăluie și în povestiriile sale: "Cheile uriașilor" (1984); "Pădure-Împărat" (1988); "Castelul greierașilor" (1995); "Poveste de iarnă" (1996); "Păstorul" (2002).

Poezia lui Gh. Onea vrăjește pur și simplu pe cititor în volumele: "Pietre de veghe" (1977); "Întoarcere în timp" (1988); "Flori de liliac" (1996); "Martorii trăirilor" (2001); "Poeme întinerite" (2005).
Piese de teatru: "Vecinele" (1995) și Incursiuni Scenice" (2003).
"Cioburile vieții mele
Nu-s de lut, ci sufletești,
Prin ele trăi-voi veacuri,
Ca eroii din povești.
Voi intra tiptil prin case
Socotindu-mă bunicul
Celor care mă ascultă..."(citat din romanul autobiografic "Cioburi")